# Amentotaxus formosana
Amentotaxus formosana là một loài conifer trong họ Taxaceae. Chúng chỉ được tìm thấy ở Đài Loan.
Loài này bị đe dọa bởi mất môi trường sống.